# Associatie van gewoon kusttakmos
De associatie van gewoon kusttakmos of kusttakmos-associatie (Ramalinetum siliquosae) is een associatie uit het granietschildmos-verbond (Xanthoparmelion conspersae). De associatie omvat kustgebonden, door epilitische korstmossen gedomineerde vegetatie.

## Naamgeving en codering
| Synoniemen                        |
| --------------------------------- |
| Ramalinetum scopularis Klem. 1955 |

- Syntaxoncode voor Nederland (rVvN): r50Ba02

De wetenschappelijke naam Ramalinetum siliquosae is afgeleid van de botanische naam van gewoon kusttakmos (Ramalina siliquosa); deze soort geldt als kensoort voor de associatie.

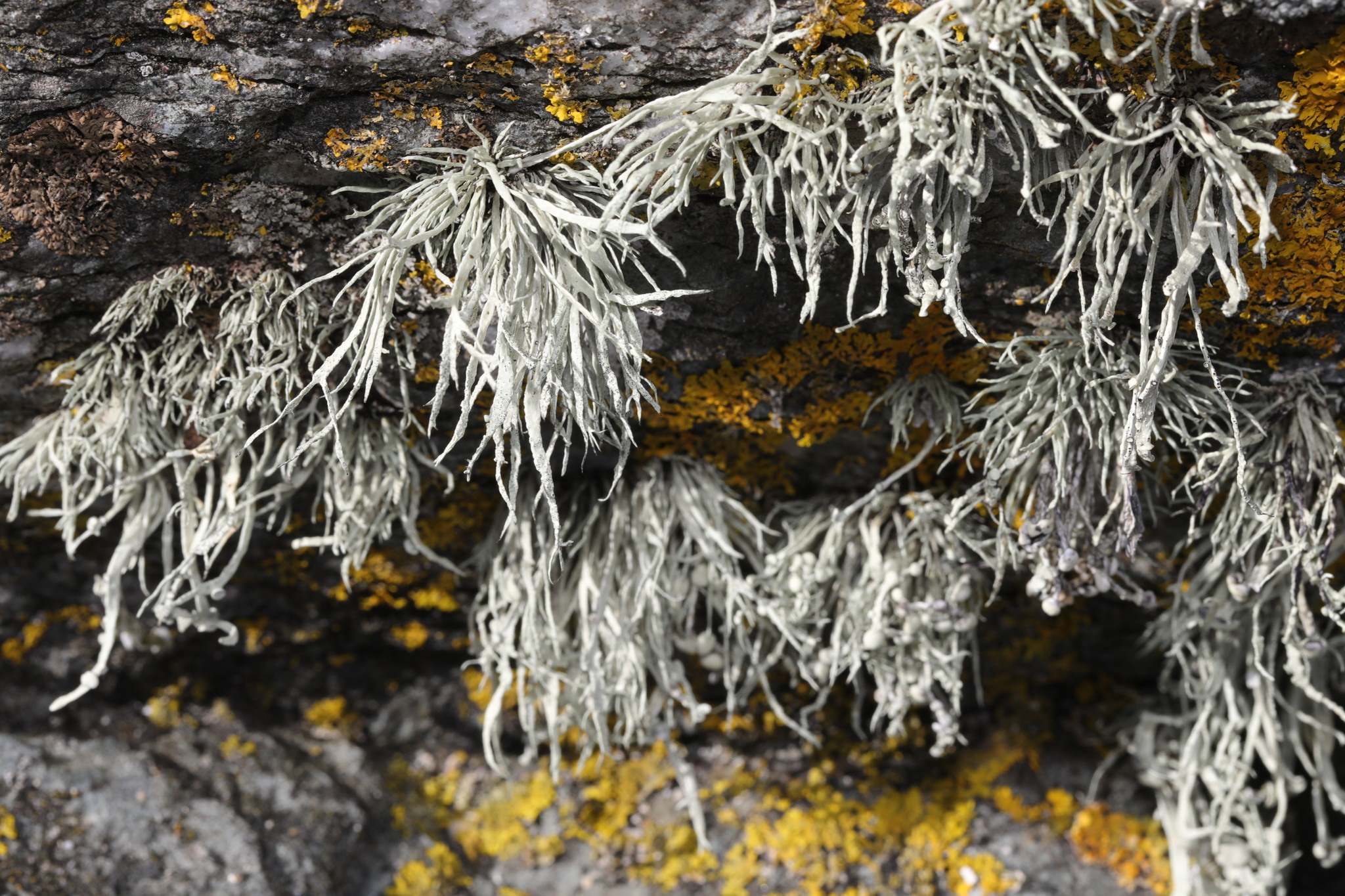
Close-up van de associatie met onder andere gewoon kusttakmos.

## Fysiognomie

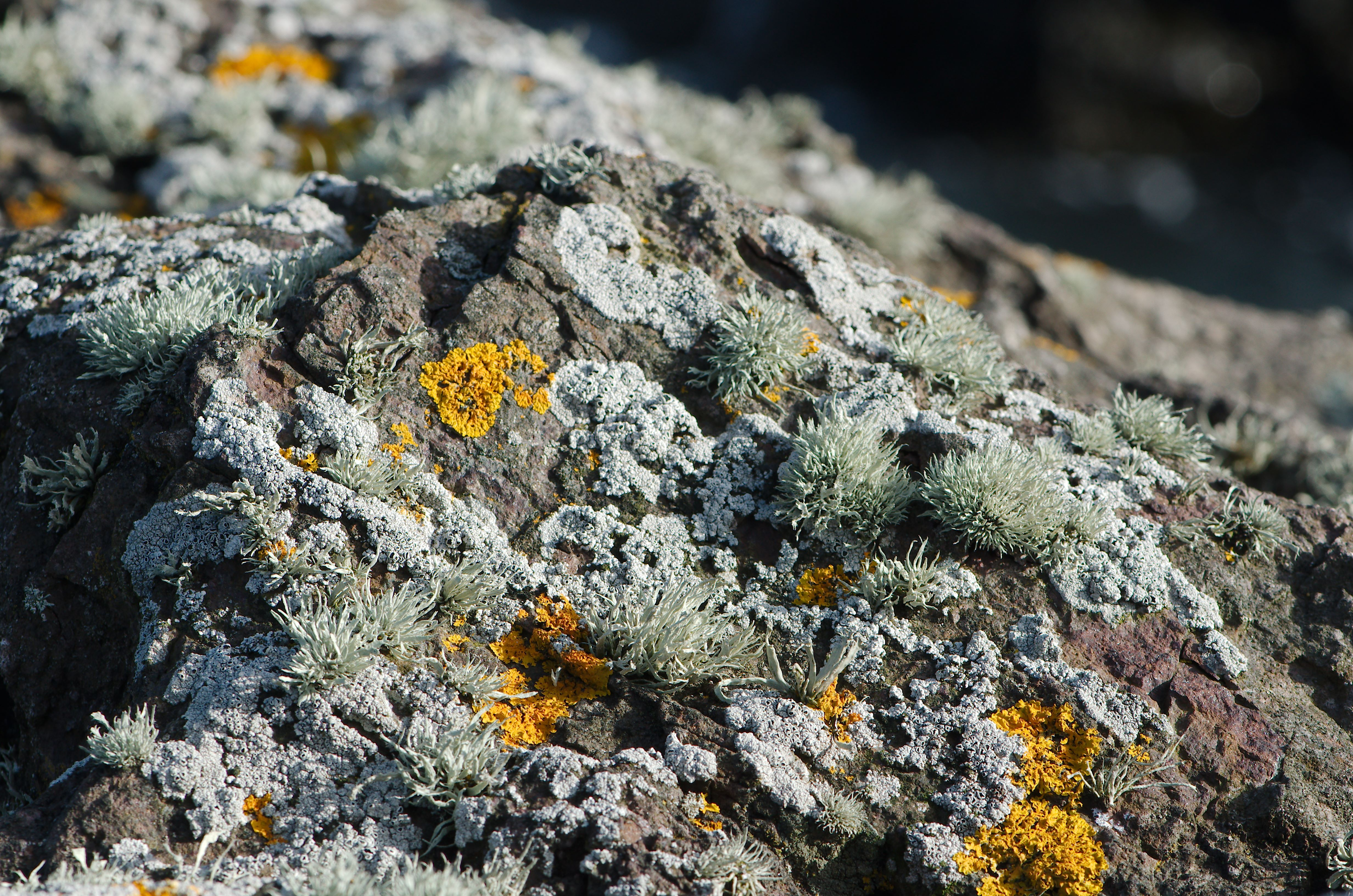
Detail van de associatie met verscheidene kensoorten op de voorgrond.

De fysiognomie van de associatie van gewoon kusttakmos is veelal zeer duidelijk gekarakteriseerd. Het vaak weelderige en opvallende vegetatieaspect wordt hoofdzakelijk bepaald door witgrijze tot mintgroengrijze kusttakmossen alsmede grijswitte en geeloranje korstvormige en bladvormige lichenen. De associatie is dikwijls lintvormig ontwikkeld.
Voor een epilitische lichenenvegetatie kent de associatie een vrij complexe symmorfologie. De vegetatiestructuur wordt gevormd door een dominante moslaag waarin twee of meer duidelijke etages zijn te onderscheiden. Er is altijd een hoge etage (± 7 cm) aanwezig die wordt gedomineerd door struikvormige lichenen en een lage etage (± 2 mm) waarin korstvormende lichenen overheersen. Een echte kruidlaag is in de regel afwezig, maar soms zijn er wel enkele halofyten zoals Engels gras die in diepe voegen, spleten en gaten kunnen wortelen.

## Ecologie
De associatie van gewoon kusttakmos ontwikkelt zich (vaak nipt) boven de spatzone bij kustlijnen van oceanen, zeeën, estuaria en soms ook voormalige binnenzeeën. Het substraat betreft solide, kiezelhoudende, basenarme steen. De standplaats staat in de regel buiten de directe invloed van het zeewater, maar staat wel blootgesteld aan zeesproei. Enige aanrijking van nutriënten vindt plaats via de uitwerpselen van zeevogels (guanotrofie). Doorgaans zijn de standplaatsen blootgesteld aan het volle zonlicht. 
Als natuurlijke vegetatie treedt de associatie van gewoon kusttakmos op als rotsvegetatie. In gebieden waar van nature geen rotsachtige standplaatsen langs de kust voorkomen (zoals in Nederland) treedt de associatie van gewoon kusttakmos op als een uitgesproken cultuurvolgend vegetatietype. De associatie is dan afhankelijk van antropogene landschapselementen die dikwijls voldoen aan de voornoemde standplaatsfactoren. In Nederland betreft het dijkbekleding van zeedijken, golfbrekers, beschoeiingen, waterbouwsteen en strekdammen. Buiten Nederland wordt de associatie ook veel aangetroffen op stapelmuren, megalieten, grafstenen en ruïnes. Vaak betreft dit soortenarmere vormen.
Van onder andere de Shetlandeilanden en kustzones van het noorden van Wales is bekend dat schapen grazen op gewoon kusttakmos.

## Vegetatiezonering
In de vegetatiezonering zijn twee andere associaties uit twee andere epilitische klassen noemenswaardig die vaak als contactgemeenschap van de associatie van gewoon kusttakmos optreden. Zo staat de associatie aan de zeezijde vaak in contact met de associatie van gelobde zeecitroenkorst (uit de zeestippelkorst-klasse). Aan de landzijde staat de associatie vaak in contact met de associatie van oranje dooiermos (uit de klasse van stippelkorsten en achterlichtmossen), waarmee het bovendien vegetatiemozaïeken kan vormen. Aan de landzijde kan de associatie ook in contact staan met het verbond van Engels gras of de klasse van droge heiden.

## Verspreiding
Het volledige verspreidingsgebied van de associatie van gewoon kusttakmos op Aarde is (nog) niet onderzocht. De gemeenschap is in ieder geval bekend van de gehele Atlantische kustlijn van West-Europa. In Nederland en Vlaanderen is de associatie zeer zeldzaam en ernstig bedreigd; er zijn alleen associatiefragmenten aanwezig. Tot de beste Nederlandse locaties behoren waterkeringen in Delfzijl, Nijkerk en West-Terschelling.

## Diagnostische taxa
In de onderstaande synoptische tabel staan de belangrijkste diagnostische taxa van de associatie van gewoon kusttakmos.
| Diagnostiek       | Triviale naam          | Botanische naam            |
| ----------------- | ---------------------- | -------------------------- |
| associatiekentaxa | gewoon kusttakmos      | Ramalina siliquosa         |
| associatiekentaxa | melig kusttakmos       | Ramalina subfarinacea      |
| associatiekentaxa | zeedakpanmos           | Anaptychia runcinata       |
| associatiekentaxa | zeedambordje           | Circinaria leproscens      |
| associatiekentaxa | kapjesspeldenkussentje | Pertusaria pseudocorallina |
| associatiekentaxa | zeeachterlichtmos      | Schistidium maritimum      |
| associatiekentaxa | –                      | Lichina confinis           |
| associatiekentaxa | –                      | Lichina pygmaea            |
| associatiekentaxa | –                      | Teloschistes flavicans     |
| verbondskentaxa   | wrattig dambordje      | Aspicilia grisea           |
| verbondskentaxa   | zwarte schotelkorst    | Tephromela atra            |
| klassekentaxa     | grove geelkorst        | Candelariella vitellina    |
| begeleidende taxa | oranje dooiermos       | Xanthoria calcicola        |

## Fotogalerij

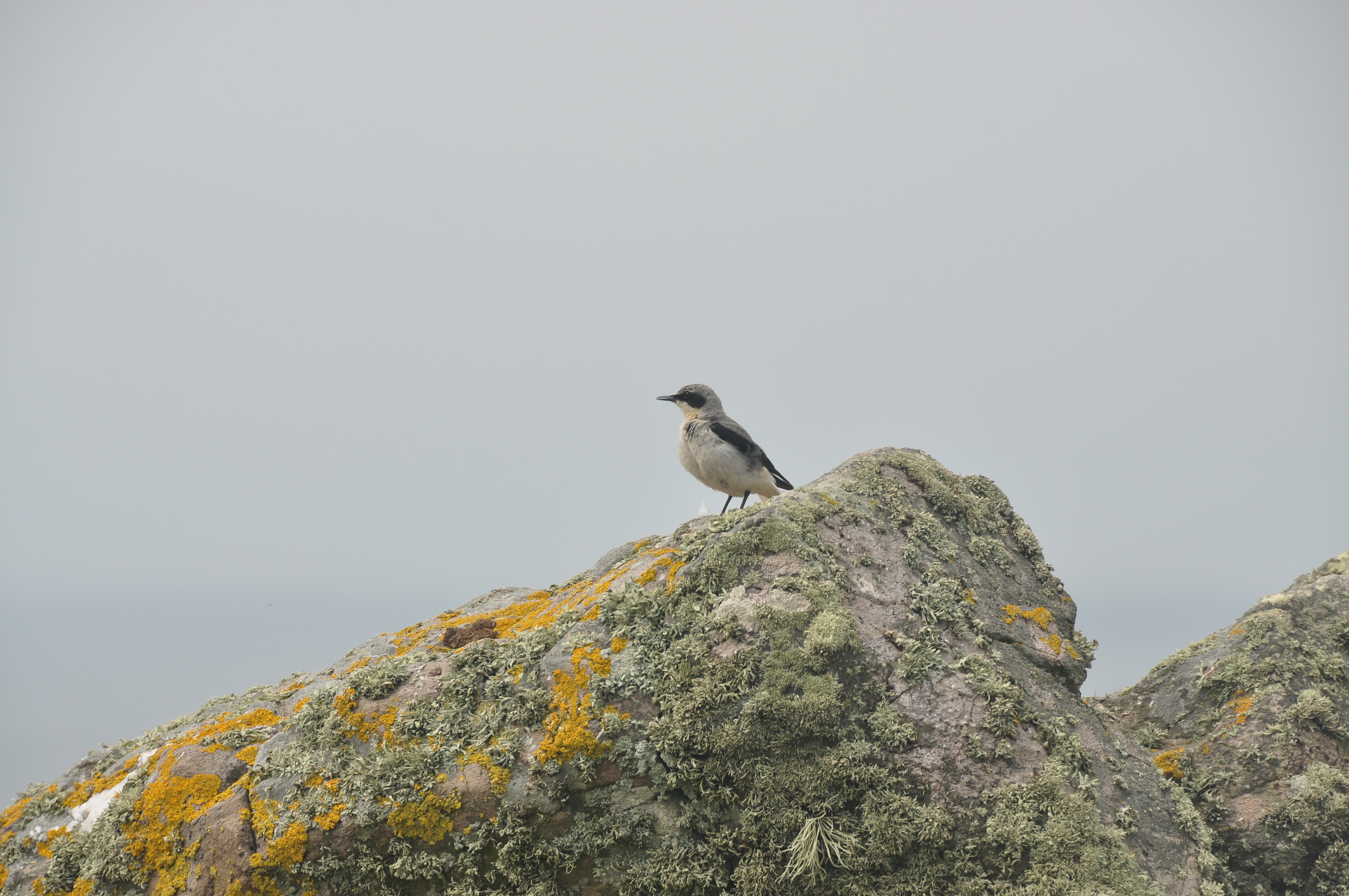
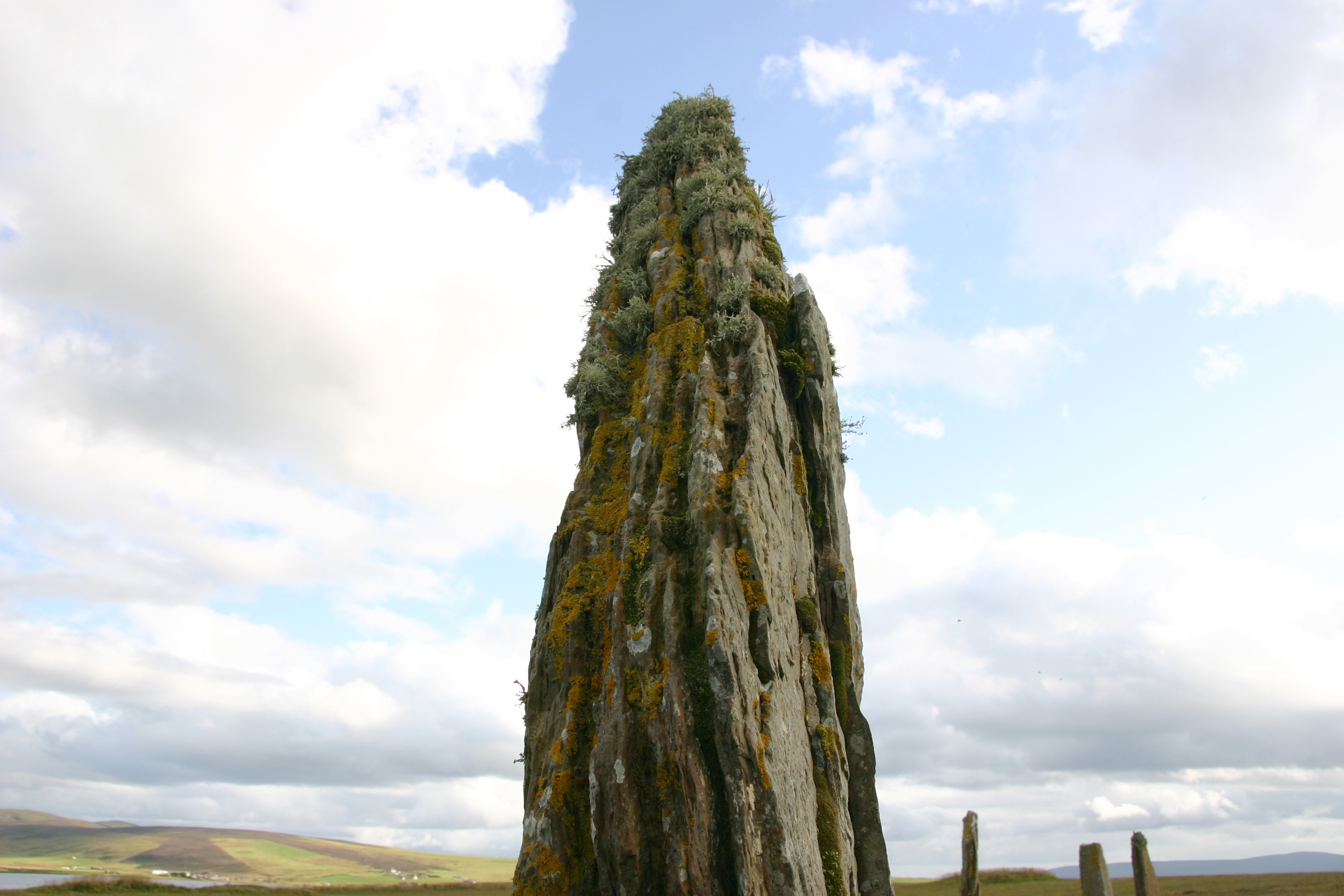
De associatie op een megaliet van de Ring of Brodgar.
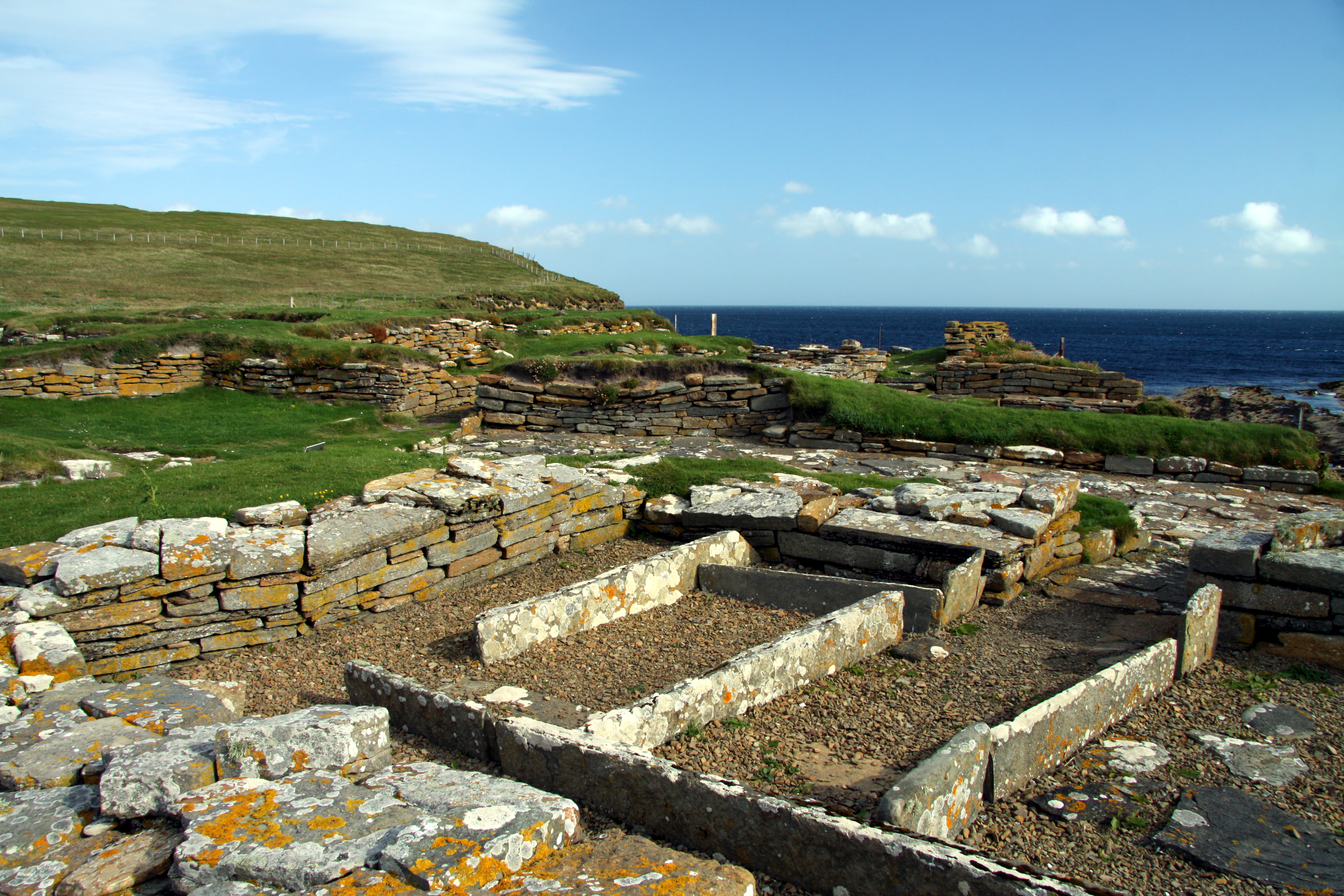
De associatie op een ruïne.
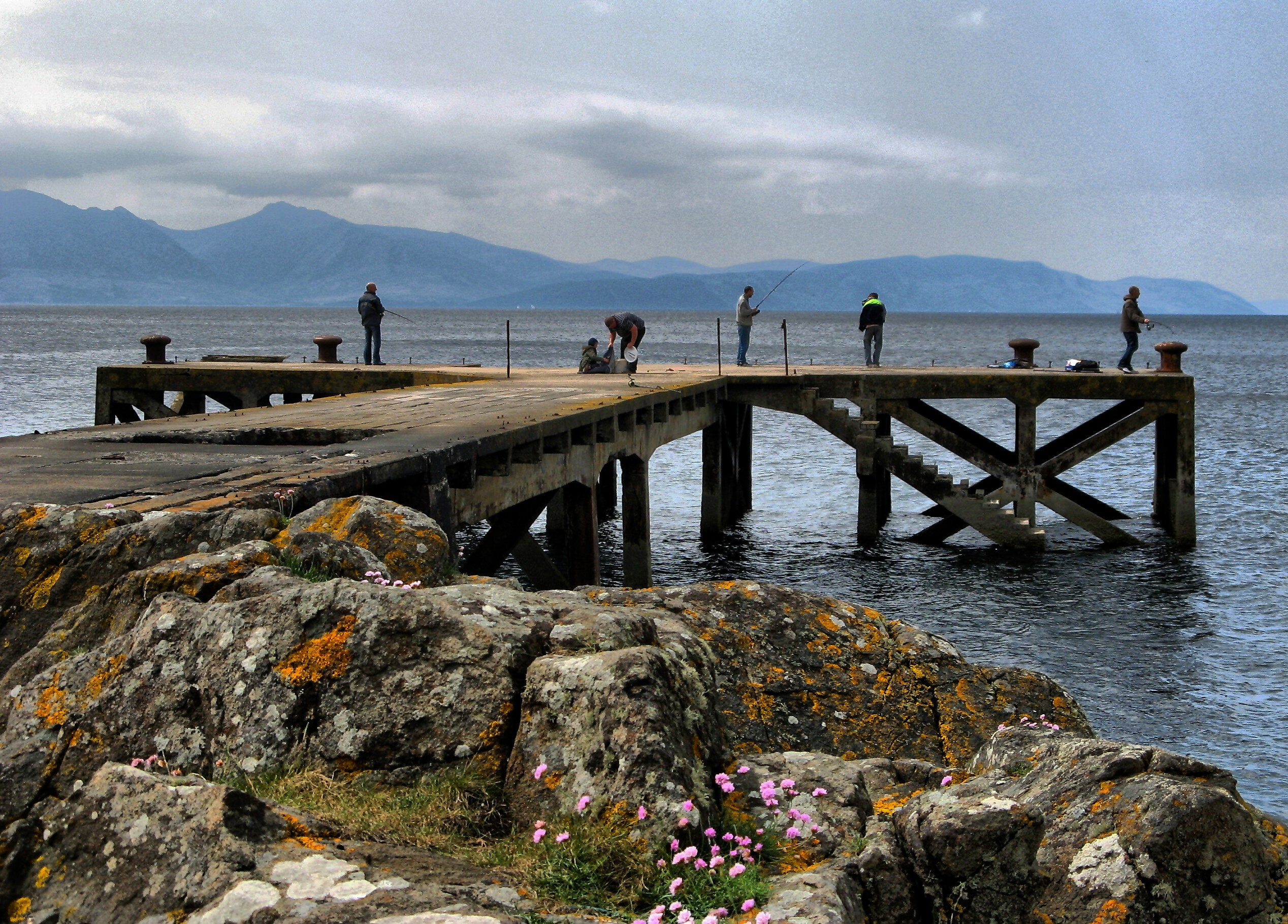
De associatie op rotsen bij een pier in de Firth of Clyde.
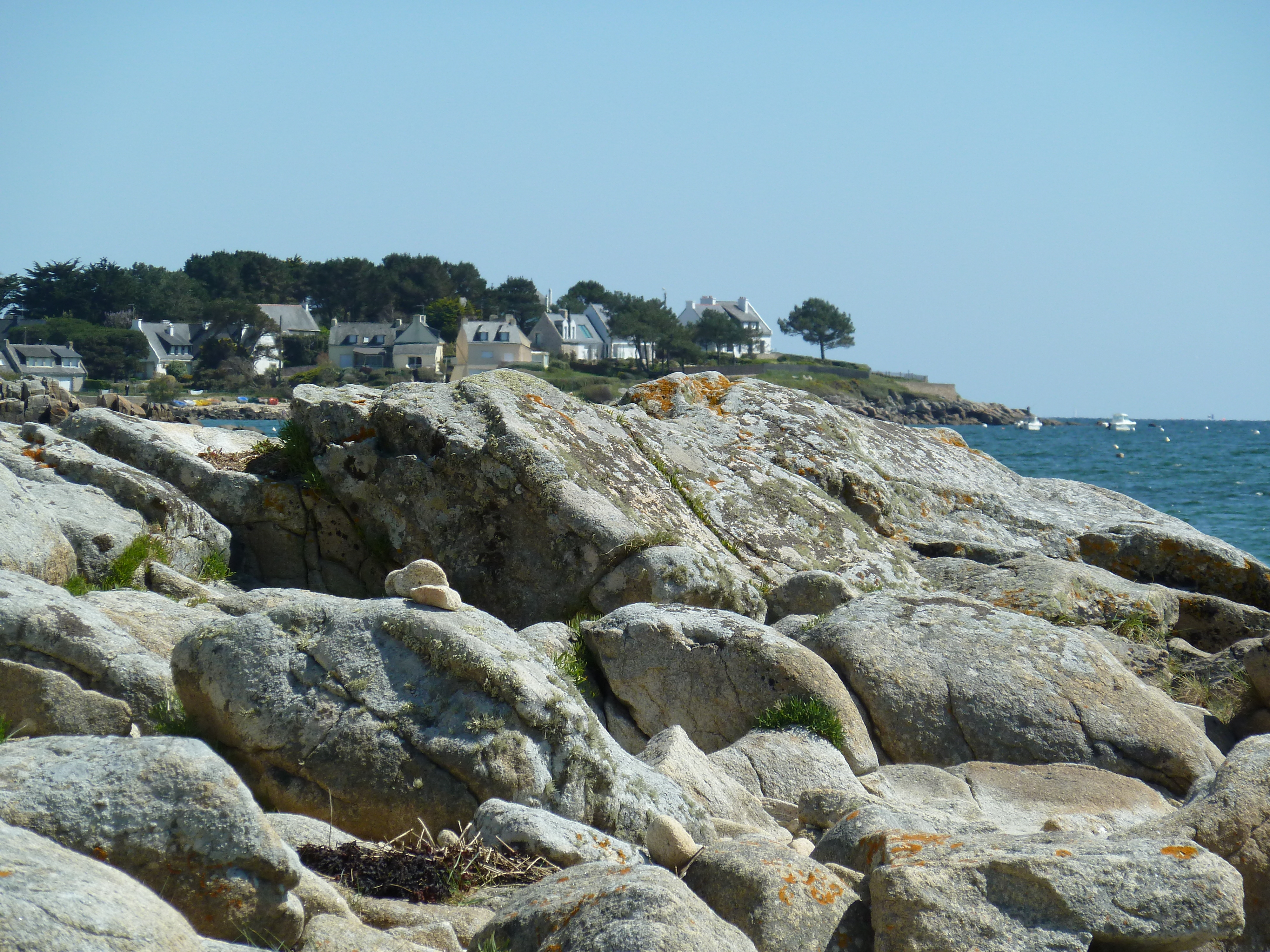
De associatie op een rotsige uitham in de Baai van Quiberon.
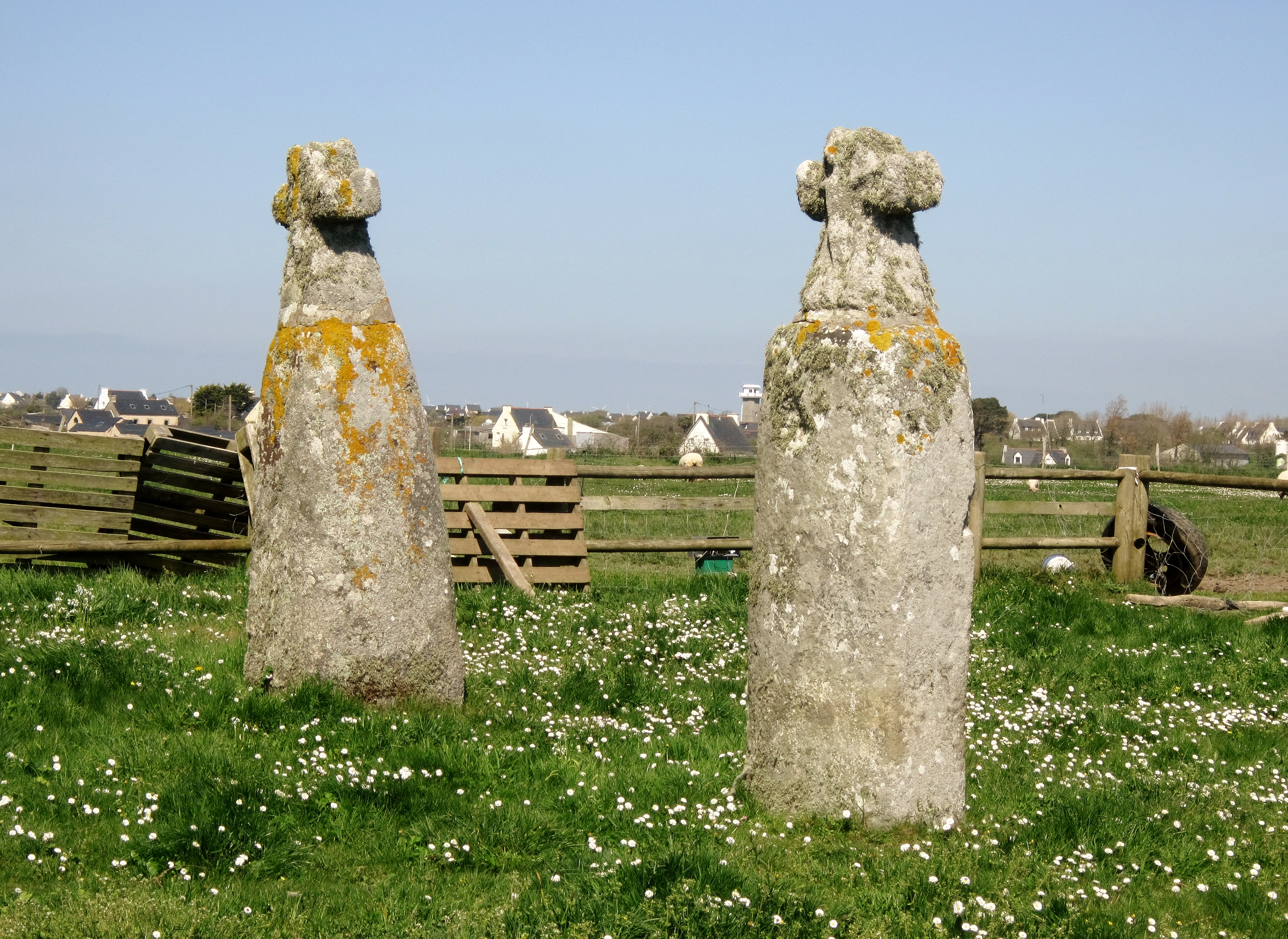
De associatie op (gekerstende) steles uit de ijzertijd.
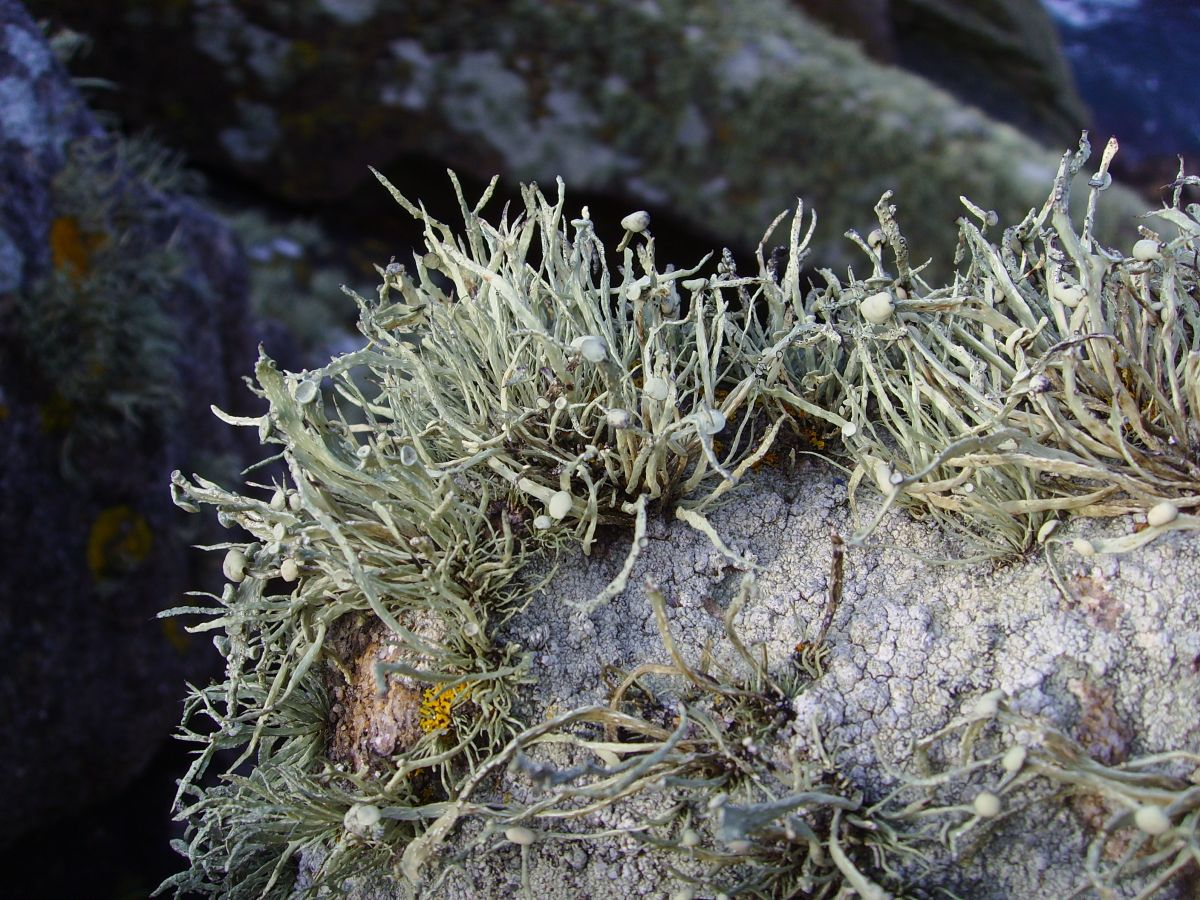
Een close-up van de associatie.
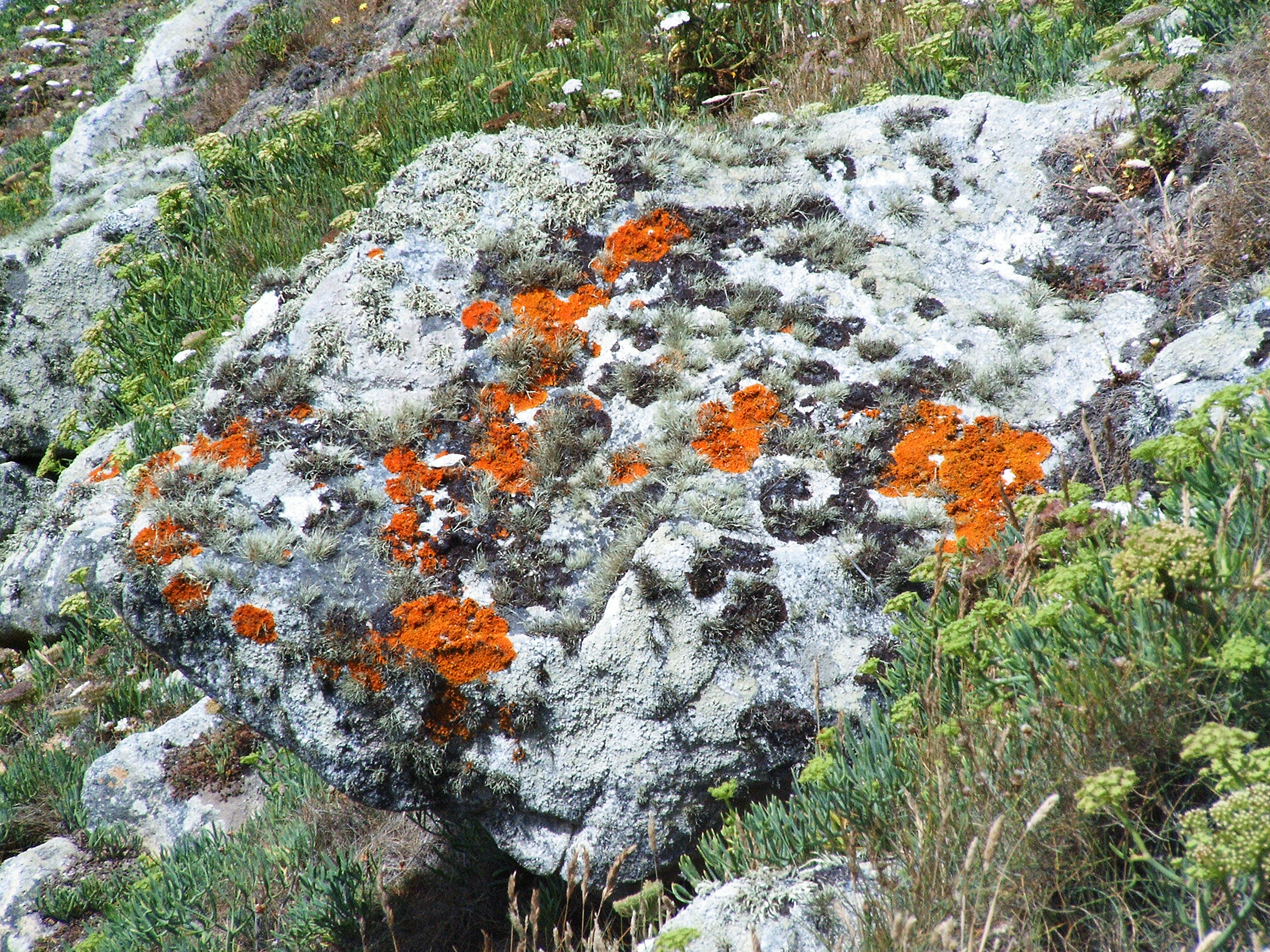
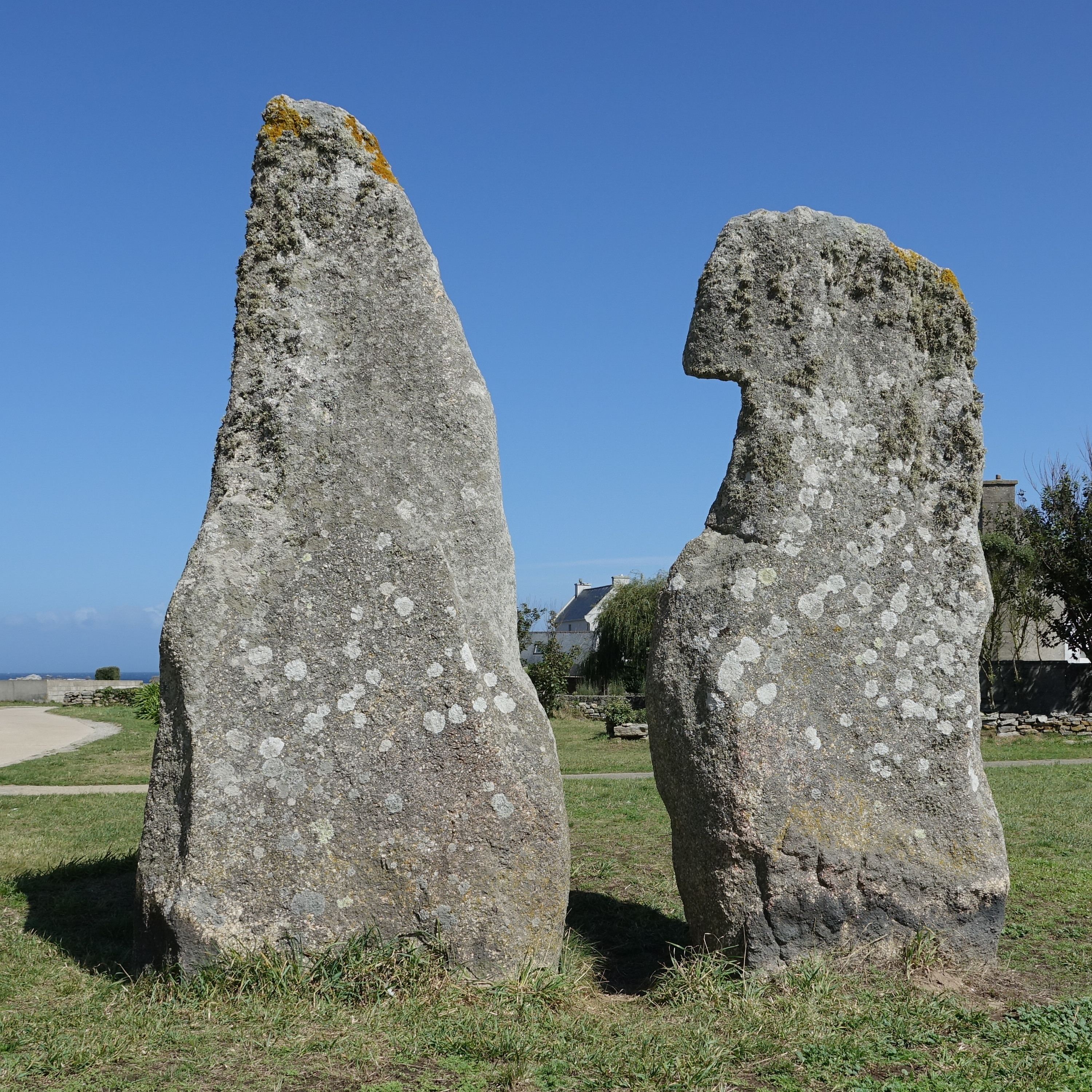
De associatie op twee menhirs.